# ماریان اوپانیا
ماریان اوپانیا (انگلیسی: Marian Opania؛ زادهٔ ۱ فوریهٔ ۱۹۴۳) بازیگر و خواننده اهل کشور لهستان است. وی از سال ۱۹۶۵ تاکنون در بیش ار ۵۰ فیلم بازی کرده است.
از فیلم‌ها یا برنامه‌های تلویزیونی که وی در آن نقش داشته است می‌توان به کارگزار من، قمار فوتبال، مروارید دیهیم، عهدهای دوشیزه، گوش آقای رئیس، رانندگان جایگزین، جهش، حوزه استحفاظی ۱۳، قسمت دوم، شمش‌سازان، قهرمان سال، قماری بالاتر از زندگی، قانون حقیقی، پرستار کودک، ده فرمان و شوپن: میل به عاشقی اشاره کرد.